# Lista odcinków serialu Shadowhunters
Poniżej znajduje się lista odcinków serialu telewizyjnego Shadowhunters – emitowanego przez amerykańską stację telewizyjną Freeform od 12 stycznia 2016 roku. W Polsce serial jest emitowany na platformie Netflix.
| Sezon | Sezon | Odcinki | Oryginalna emisja | Oryginalna emisja | Oryginalna emisja | Oryginalna emisja | Oryginalna emisja |
| Sezon | Sezon | Odcinki | Premiera sezonu   | Finał sezonu      | Premiera sezonu   | Finał sezonu      |                   |
| ----- | ----- | ------- | ----------------- | ----------------- | ----------------- | ----------------- | ----------------- |
|       | 1     | 13      | 12 stycznia 2016  | 5 kwietnia 2016   | 13 stycznia 2016  | 6 kwietnia 2016   |                   |
|       | 2     | 20      | 2 stycznia 2017   | 14 sierpnia 2017  | 3 stycznia 2017   | 15 sierpnia 2017  |                   |
|       | 3     | 22      | 20 marca 2018     | 6 maja 2019       | 21 marca 2018     | —                 |                   |

## Sezon 1 (2016)
| Nr | #  | Tytuł                         | Reżyseria           | Scenariusz                | Premiera (Freeform) | Premiera Polska (Netflix) |
| -- | -- | ----------------------------- | ------------------- | ------------------------- | ------------------- | ------------------------- |
| 1  | 1  | The Mortal Cup                | McG                 | Ed Decter                 | 12 stycznia 2016    | 13 stycznia 2016          |
| 2  | 2  | The Descent Into Hell Is Easy | Mick Garris         | Ed Decter, Hollie Overton | 19 stycznia 2016    | 20 stycznia 2016          |
| 3  | 3  | Dead Man’s Party              | Andy Wolk           | Marjorie David            | 26 stycznia 2016    | 27 stycznia 2016          |
| 4  | 4  | Raising Hel                   | Tawnia McKiernan    | Michael Reisz             | 2 lutego 2016       | 3 lutego 2016             |
| 5  | 5  | Moo Shu to Go                 | Kelly Makin         | Angel Dean Lopez          | 9 lutego 2016       | 10 lutego 2016            |
| 6  | 6  | Of Men and Angels             | Oz Scott            | Y. Shireen Razack         | 16 lutego 2016      | 17 lutego 2016            |
| 7  | 7  | Major Arcana                  | J. Miles Dale       | Peter Binswanger          | 23 lutego 2016      | 24 lutego 2016            |
| 8  | 8  | Bad Blood                     | Jeremiah S. Chechik | Allison Rymer             | 1 marca 2016        | 2 marca 2016              |
| 9  | 9  | Rise Up                       | J. Miller Tobin     | Hollie Overton            | 8 marca 2016        | 9 marca 2016              |
| 10 | 10 | This World Inverted           | J. Miles Dale       | Y. Shireen Razack         | 15 marca 2016       | 16 marca 2016             |
| 11 | 11 | Blood Calls to Blood          | Mairzee Almas       | Marjorie David            | 22 marca 2016       | 23 marca 2016             |
| 12 | 12 | Malec                         | James Marshall      | Michael Reisz             | 29 marca 2016       | 30 marca 2016             |
| 13 | 13 | Morning Star                  | J. Miles Dale       | Peter Binswanger          | 5 kwietnia 2016     | 6 kwietnia 2016           |

## Sezon 2 (2017)
| Nr | #  | Tytuł                              | Reżyseria                  | Scenariusz                   | Premiera (Freeform) | Premiera w Polsce (Netflix) |
| -- | -- | ---------------------------------- | -------------------------- | ---------------------------- | ------------------- | --------------------------- |
| 14 | 1  | This Guilty Blood                  | Matt Hastings              | Michael Reisz                | 2 stycznia 2017     | 3 stycznia 2017             |
| 15 | 2  | A Door Into the Dark               | Andy Wolk                  | Y. Shireen Razack            | 9 stycznia 2017     | 10 stycznia 2017            |
| 16 | 3  | Parabatai Lost                     | Gregory Smith              | Peter Binswanger             | 16 stycznia 2017    | 17 stycznia 2017            |
| 17 | 4  | Day of Wrath                       | Joe Lazarov                | Jamie Gorenberg              | 23 stycznia 2017    | 24 stycznia 2017            |
| 18 | 5  | Dust and Shadows                   | Salli Richardson-Whitfield | Zac Hug                      | 30 stycznia 2017    | 31 stycznia 2017            |
| 19 | 6  | Iron Sisters                       | Mike Rohl                  | Allison Rymer                | 6 lutego 2017       | 7 lutego 2017               |
| 20 | 7  | How Are Thou Fallen                | Ben Bray                   | Hollie Overton               | 13 lutego 2017      | 14 lutego 2017              |
| 21 | 8  | Love is the Devil                  | Catriona McKenzie          | Y. Shireen Razack            | 20 lutego 2017      | 21 lutego 2017              |
| 22 | 9  | Bound by Blood                     | Matthew Hastings           | Peter Binswanger             | 27 lutego 2017      | 28 lutego 2017              |
| 23 | 10 | By the Light of Dawn               | Joshua Butler              | Todd Slavkin, Darren Swimmer | 6 marca 2017        | 7 marca 2017                |
| 24 | 11 | Mea Maxima Culpa                   | Matt Hastings              | Michael Reisz                | 5 czerwca 2017      | 6 czerwca 2017              |
| 25 | 12 | You Are Not On Your Own            | Bille Woodruff             | Jamie Gorenberg              | 12 czerwca 2017     | 13 czerwca 2017             |
| 26 | 13 | Those of Demon Blood               | Michael Goi                | Zac Hug                      | 19 czerwca 2017     | 20 czerwca 2017             |
| 27 | 14 | The Fair Folk                      | Chris Grismer              | Taylor Mallory               | 26 czerwca 2017     | 27 lipca 2017               |
| 28 | 15 | A Problem of Memory                | Peter DeLuise              | Allison Rymer                | 10 lipca 2017       | 11 lipca 2017               |
| 29 | 16 | Day of Atonement                   | Paul Wesley                | Peter Binswanger             | 17 lipca 2017       | 18 lipca 2017               |
| 30 | 17 | A Dark Reflection                  | Jeffrey G. Hunt            | Hollie Overton               | 24 lipca 2017       | 25 lipca 2017               |
| 31 | 18 | Awake, Arise, or Be Forever Fallen | Amanda Row                 | Jamie Gorenberg              | 31 lipca 2017       | 1 sierpnia 2017             |
| 32 | 19 | Hail and Farewell                  | Matt Hastings              | Bryan Q. Miller              | 7 sierpnia 2017     | 8 sierpnia 2017             |
| 33 | 20 | Beside Still Water                 | Matt Hastings              | Todd Slavkin, Darren Swimmer | 14 sierpnia 2017    | 15 sierpnia 2017            |

## Sezon 3 (2018)
| Nr | #  | Tytuł                       | Reżyseria                  | Scenariusz                                         | Premiera (Freeform) | Premiera Polska (Netflix) |
| -- | -- | --------------------------- | -------------------------- | -------------------------------------------------- | ------------------- | ------------------------- |
| 34 | 1  | On Infernal Ground          | Matt Hastings              | Todd Slavkin, Darren Swimmer                       | 20 marca 2018       |                           |
| 35 | 2  | The Powers That Be          | Peter DeLuise              | Peter Binswanger                                   | 27 marca 2018       |                           |
| 36 | 3  | What Lies Beneath           | Amanda Row                 | Alex Schemmer                                      | 3 kwietnia 2018     |                           |
| 37 | 4  | Thy Soul Instructed         | Emile Levisetti            | Jamie Gorenberg                                    | 10 kwietnia 2018    |                           |
| 38 | 5  | Stronger Than Heaven        | Geoff Shotz                | Brian Millikin                                     | 17 kwietnia 2018    |                           |
| 39 | 6  | A Window Into an Empty Room | Alexis Korycinski          | Aisha Porter-Christie                              | 24 kwietnia 2018    |                           |
| 40 | 7  | Salt in the Wound           | Joshua Butler              | Celeste Vasquez                                    | 1 maja 2018         |                           |
| 41 | 8  | A Walk Into Darkness        | Ari Sandel                 | Jamie Gorenberg                                    | 8 maja 2018         |                           |
| 42 | 9  | Familia Onte Omnia          | Matt Hastings              | Taylor Mallory                                     | 15 maja 2018        |                           |
| 43 | 10 | Erchomai                    | Jeff Hunt                  | Bryan Q. Miller                                    | 15 maja 2018        |                           |
| 44 | 11 | Lost Souls                  | Matt Hastings              | Todd Slavkin, Darren Swimmer                       | 25 lutego 2019      |                           |
| 45 | 12 | Original Sin                | Matt Hastings              | Alex Schemmer                                      | 4 marca 2019        |                           |
| 46 | 13 | Beati Bellicosi             | Paul Wesley                | Brian Millikin                                     | 11 marca 2019       |                           |
| 47 | 14 | A Kiss from a Rose          | Salli Richardson-Whitfield | Zoe Broad                                          | 18 marca 2019       |                           |
| 48 | 15 | To the Night Children       | Siluck Saysanasy           | Peter Binswanger                                   | 25 marca 2019       |                           |
| 49 | 16 | Stay With Me                | AmandaRow                  | Aisha Porter-Christie                              | 1 kwietnia 2019     |                           |
| 50 | 17 | Heavenly Fire               | Shannon Kohli              | Celeste Vasquez                                    | 8 kwietnia 2019     |                           |
| 51 | 18 | The Beast Within            | Joshua Butler              | Taylor Mallory                                     | 15 kwietnia 2019    |                           |
| 52 | 19 | Aku Cinta Kamu              | Todd Slavkin               | Jamie Gorenberg                                    | 22 kwietnia 2019    |                           |
| 53 | 20 | City of Glass               | Matt Hastings              | Bryan Q. Miller                                    | 29 kwietnia 2019    |                           |
| 54 | 21 | Alliance                    | Todd Slavkin               | Bryan Q. Miller, Jamie Gorenberg, Peter Binswanger | 6 maja 2019         |                           |
| 55 | 22 | All Good Things...          | Todd Slavkin               | Todd Slavkin, Darren Swimmer                       | 6 maja 2019         |                           |